# 머덜리나 디아나 게네아
머덜리나 디아나 게네아(루마니아어: Mădălina Diana Ghenea, 1987년 8월 8일 ~ )는 루마니아의 배우, 모델이다.